# Marco Enrico Bossi
Marco Enrico Bossi (Saló, Brescia, 25 de abril de 1861 - Océano Atlántico, 20 de febrero de 1925) fue un organista y compositor italiano.
Cursó estudios con mucho provecho, de la carrera musical en el Liceo Musical de Bolonia, y en el conservatorio de Milán, donde fue discípulo de Ponchielli, en composición, y de Fumagali en órgano, y también de Bazzini. Fue organista de la catedral de Como, profesor de órgano y teoría en el conservatorio de Nápoles donde tuvo entre sus alumnos a Eduardo Bottigliero, director del conservatorio de Venecia (1902-05), y a Umberto Giordano y después profesor también del Liceo musical de Bolonia, donde entre otros alumnos tuvo a Giacomo Benvenuti, considerado como uno de los principales compositores italianos de su tiempo. Sus primeras obras despertaron gran interés en Alemania por el acabado de su tecnicismo.
Entre ellas destacan un concierto sinfónico para órgano con acompañamiento de orquesta, varias sonatas, un Método para órgano (1893), en colaboración con Tebaldini: un Réquiem, un Aleluya (solo, coro y orquesta), la cantata bíblica Cantica Canticorum, la escena Il cieco, el poema sinfónico Il Paradiso Perduto, algunas obras de música de cámara y 4 óperas.
En 1916 fue nombrado profesor de la Academia de Santa Cecilia de Roma. Aparte de las numerosas composiciones antes nombradas, escribió para la escena las óperas Paquita, estrenada en Milán en 1881; El veggente (Milán, 1890), y El Angelo della notte, estrenada en Como. Continuando con la música instrumental de Bossi, produjo una Apertura sinfónica y un Impromtus para orquesta: un Concerto para órgano; una Sonata para violín y dos Tríos para instrumentos de arco.
Merece especial mención la obra para voces y orquesta Giovanna d'Arco, estrenada en Colonia en 1914. Mientras era profesor en el Conservatorio de Milán (1920), tuvo entre otros alumnos a Luciano Chailly, Virgilio Mortari, Luigi Oreste Anzaghi.
Bossi murió a bordo del trasatlántico que lo conducía en Europa después de la triunfal gira de conciertos de órgano en las principales ciudades de los Estados Unidos. Su hijo Renzzo Bossi y su hermano Costante Adolfo Bossi, también fueron unos músicos y muy buenos compositores.